# Sfinx (mythologie)
Een sfinx is een mythisch wezen dat voorkomt in verschillende culturen.
Niet in iedere cultuur wordt de sfinx op dezelfde manier afgebeeld. Zo is de Griekse sfinx half vrouw (hoofd), half adelaar (lichaam), maar komt in Egypte de combinatie half man (hoofd), half leeuw (lichaam) het meest voor (al komen er ook zogeheten criosfinxen voor, die een ramskop hebben).

## Egyptische sfinx
Een sfinx werd in het Oude Egypte onder andere gebruikt als wachter of beschermer. De afbeelding van de sfinx werd gebruikt om vijanden angst aan te jagen. Als tweede was de sfinx symbool voor 'de wachter van de zon'. Hij werd ook vereenzelvigd met Horus, de farao en de zon zelf. De criosfinxen waren verbonden met de goden Amon en Chnoem.
- Sfinx van Gizeh
- Sfinx van Memphis
- Dromos (rijen sfinxen) bij de Luxortempel en bij de tempel van Amon in Karnak
- Dromos bij het Serapeum te Saqqara

## Griekse sfinx
De Griekse mythologische sfinx komt voor in de Oedipus-mythe. Deze had bovendien vleugels en was vrouwelijk. Nadat Oedipus haar raadsel had opgelost, stortte ze zich te pletter op de klippen en zo werd Thebe bevrijd van dat monster.
Het raadsel was: "Wat heeft 's morgens vier benen, 's middags twee en 's avonds drie?" Het antwoord luidde "de mens".
Verklaring van het raadsel:
- met "'s ochtends" worden de eerste levensjaren bedoeld, als men nog kruipt (op 4 benen);
- met "'s middags" worden de jaren dat men zelfstandig loopt bedoeld (op 2 benen);
- met "'s avonds" worden de jaren bedoeld dat men met een stok loopt (3 benen).

De sfinx stelde meerdere (cryptische) vragen, maar omdat zij allen die haar fout antwoordden had opgegeten was alleen deze vraag bekend.

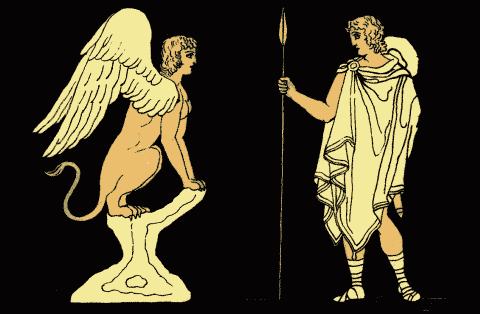
Griekse sfinx en Oedipus

## Aziatische Sfinx

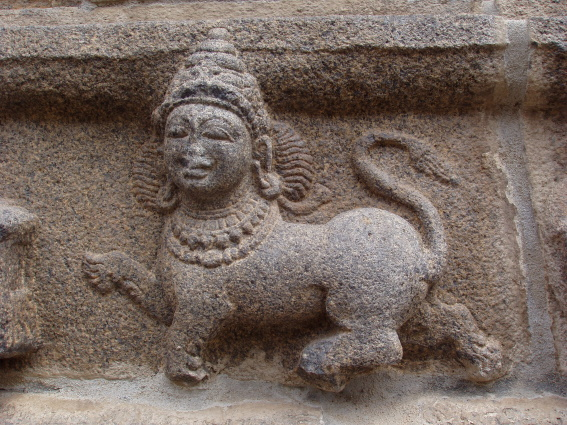
Purushamriga

In India wordt de sfinx purushamriga genoemd (Sanskriet= mens-dier). De traditie van de Aziatische sfinx is, in tegenstelling tot de Egyptische en Griekse sfinx, nog levend. Ook in Sri Lanka en Thailand komen ze voor.